# Medalla al Valor Militar (Uruguay)
La Medalla al Valor Militar es una condecoración militar de Uruguay otorgada por el Comandante en jefe del Ejército a personal militar del ejército que protagonice actos o hechos sobresalientes durante el cumplimiento del deber que impliquen actos de valor o heroísmo dignos de ser reconocidos públicamente, que enaltezcan la imagen y prestigio del Ejército Nacional.

## Otorgamiento
Se premia con esta medalla a militares del Ejército Nacional que hayan protagonizado durante el cumplimiento del servicio acciones o hechos sobresalientes que constituyan actos de valor o heroísmo, que por su naturaleza exalten la imagen y prestigio de esta corporación militar y representen un ejemplo a seguir para el resto del personal del Ejército. Esta distinción admite su concesión post mortem.
Esta es entregada por el Comandante en jefe del Ejército a propuesta de la Comisión Asesora, integrada por tres funcionarios militares Oficiales Generales en actividad.
La entrega se hace en ceremonia formal en la ubicación de la unidad militar en donde el homenajeado esté prestando servicios, presidida por el Comandante en jefe del Ejército o su representante.

## Clases
Esta medalla consta de dos grados que, a diferencia de las otras condecoraciones militares uruguayas, no dependen de la jerarquía en la Fuerza del homenajeado sino de las características de su accionar, siendo cada una de estas pasibles de ser otorgadas tanto a personal superior como al subalterno. Estas son:
1. Heroismo. El heroísmo implica el esfuerzo y determinación voluntaria de la persona a realizar hechos o acciones extraordinarias en servicio a la Patria.
2. Destacado valor. El valor es aquella cualidad del ánimo que impulsa a la persona a realizar tareas dificultosas afrontando sin miedo los peligros.

## Características
Se compone de venera, cinta, barra, miniatura y diploma. Los colores de los esmaltes en la venera, cinta, barra y miniatura hacen referencia a los colores artiguistas y a los ideales del Ejército Nacional. En cuanto a los metales, oro y plata, refiere el primero a las virtudes de justicia y clemencia, simbolizando la pureza, generosidad, vitalidad, poder y constancia ante el peligro, y el segundo a las virtudes de humildad, inocencia, pureza y a la integridad. La cruz de la venera representa el sacrificio y la abnegación. El sol, presente en la simbología precolombina americana como en la cultura inca, representa al dador de vida y fortuna.

### Venera
La venera es una medalla en metal bañada de oro en forma de cruz griega de 4 centímetros de alto y de ancho, con un relleno en gules para el grado «Heroismo» y en plata para el grado «Destacado Valor», cargada en su centro con un círculo en azur de 1,5 centímetros de diámetro, sobre el cual está cargado un sol de ocho rayos, en cuya base está una corona de laurel y olivo, unidas por un lazo, todo esto en oro. En el reverso la medalla tiene un círculo de 1,5 centímetros grabado con el nombre «Medalla al Valor Militar, Ejército Nacional, Uruguay».

### Cinta
La cinta es en tela de 3,6 centímetros de ancho en tres columnas, la central en blanco, la izquierda en azul y la derecha en rojo. Tiene una longitud de 8 centímetros, en cuya parte superior pende un broche metálico de tipo alfiler para prender en el pecho del homenajeado y en su parte inferior un aro dorado de donde cuelga la medalla.

### Barra
Es de metal de 3,6 centímetros de largo por 1 centímetro de ancho, cubierta de la cinta mencionada anteriormente. En la parte blanca de su centro se sobrepone en relieve un sol de ocho rayos con la corona de laurel y olivo unidas por un lazo, en oro para el grado «Heroismo» y en plata para «Destacado Valor».

### Miniatura
La miniatura es una versión de dimensiones reducidas de la venera, de 2,5 centímetros de ancho y alto, que pende de una cinta de 5 centímetros de largo y 2 de ancho, con características similares a las anteriores.

### Diploma
El diploma contendrá la copia de la resolución del Comandante en jefe del Ejército.